# Chiodi (album)
Chiodi è il sesto album in studio del rapper italiano Kaos, pubblicato il 14 giugno 2022 dalla K-Age e distribuito, digitalmente, da Believe.

## Descrizione
L'album è stato anticipato dal singolo Titanic, pubblicato il 3 giugno 2022 e arriva a 7 anni dal suo più recente Coup de Grace uscito nel 2015. Si sviluppa su 11 tracce prodotte interamente da DJ Craim, fatta eccezione per la nona traccia Quarta parete, prodotta da Sunday (DSA Commando) e la traccia di chiusura Ultima Necat, prodotta dal producer sardo Kique Velasquez. L'album ha visto la partecipazione dei Colle der Fomento nella quinta traccia L'uomo dei Sogni e dei DSA Commando nella nona traccia Quarta parete.

## Tracce
1. Boris Karloff – 2:55
2. 3º Grado – 3:12
3. Titanic – 3:50
4. Chiodi – 3:31
5. L'uomo dei Sogni (feat. Colle der Fomento) – 4:08
6. Prometeo – 3:25
7. Sassi – 3:39
8. 乾杯 Kanpai – 2:55
9. Quarta Parete (feat. DSA Commando) – 4:08
10. The Outsider – 3:04
11. Ultima Necat  – 3:06